# جانيس كيم
جانيس كيم (بالإنجليزية: Janice Kim)‏ هي لاعبة الغو ‏ أمريكية، ولدت في 21 أكتوبر 1969 في إلينوي في الولايات المتحدة.